# 大友良英ニュー・ジャズ・クインテット
大友良英ニュー・ジャズ・クインテット（おおともよしひでニュー・ジャズ・クインテット、ONJQ）は日本のジャズグループである。1999年に大友良英をリーダーとして、5人編成のジャズコンボとして結成、ヴォーカルを迎えたアルバムではニュー・ジャズ・アンサンブルを名乗る。2004年2月の菊地成孔脱退以降、メンバーを拡大してオーケストラ名義で活動する。

## 来歴

### ONJQ時代
1999年、劇伴音楽で知られる山下毅雄作品をカバーした『山下毅雄を斬る』の録音をきっかけに、大友の音楽的ルーツの1つであるジャズを追求すべく、大友良英（g）、菊地成孔（ts、ss）津上研太（ts、ss）水谷浩章（b）芳垣安洋（ds、tp）のメンバーで結成される。それまで大友は、ギターを伝統的な奏法に則って演奏することは稀であったが、彼にオーソドックス寄りのスタイルでギターを弾くことを勧めたのは、芳垣と菊地だったという。
初期のライブにおいては大友自身の作品や一般的なジャズスタンダードが演奏されていたが、2000年のアルバム『Flutter』発表時期ごろより、フリージャズ的なアプローチが前面に出る。2002年7月に発表された新宿ピットインでのライブ盤『Live』が高い評価を受け、ライブは連日満員となる。オーネット・コールマンの「Lonely Woman」と似たテーマの「Flutter」、全音階を使ったテーマが耳を弾くエリック・ドルフィーの「Hat & Beard」、テーマの反復を繰り返しながら暴力的に発展していくジム・オルークの「Eureka」などがこの時期のライブを良く表している。
また2003年4月には、クラブミュージックの分野で高名なキャプテン・ファンクこと大江達也と制作した『ONJQ + OE』を発表、音響派的なアプローチも見せる。

### ONJOへの拡大
2004年2月の菊地成孔の脱退を契機にコンボの拡大が図られ、後に大友良英ニュー・ジャズ・オーケストラに展開する。高良久美子（vib）Sachiko M（Sinewave）韓国在住のマルチリード奏者アルフレート・ハルト（ts、as、ss）が正式メンバーに加わる。また、石川高（笙）青木タイセイ（trb）大蔵雅彦（as、bass clarinet、tubes）宇波拓（Laptop Computer）マツ・グスタフソン（ts、as）アクセル・ドゥナー（tp）コル・フラー（pf）らがゲスト・メンバーに加わることがある。さらに2005年には、渋谷系と呼ばれた90年代ポップスの代表的ミュージシャン、カヒミ・カリィ（vo）がゲストから正式メンバーとなる。
音楽性の変化としてはフリージャズ色が減退し、音響派的なアプローチが濃くなっており、ヴォーカルの加入によるレパートリーの変化もあり、よりノンジャンル色が濃くなっている。

## 沿革
- 1999年 - 大友良英ニュー・ジャズ・クインテットとして5人編成で結成。

11月、大友が監修した「Unlimited XIII:Mottomo Otomo」がオーストリアで開催、7日にONJQが出演
- 2001年 - 5月、アルバム『Flutter』発表
- 2001年 - 12月に欧州ツアー
- 2002年 - 3月、戸川純、Phewのヴォーカルをフィーチュアした『Otomo Yoshihide's New Jazz Ensemble/Dreams』発表

7月、新宿ピットインでのライブアルバム『Live』発表
- 2003年 - 4月、キャプテン・ファンクこと大江達也との競作『ONJQ + OE』発表
- 2004年 - 2月、菊地成孔が脱退
- 2005年 - 1月、カヒミ・カリィ、浜田真理子のヴォーカルをフィーチュアした『Otomo Yoshihide's New Jazz Orchestra』発表

12月、エリック・ドルフィーの同名アルバムを全曲カバーした『Out to Lunch』発表
- 2006年 - 8月、『ONJQ ライブ・イン・リスボン』発表。2004年の録音で、テナーはマツ・グスタフソン。
- 2007年 - 8月、『ONJO / LIVE Vol.1 -series circuit-』『ONJO / LIVE Vol.2 -parallel circuit-』発表。

## 作品
- Flutter（Tzadik、2001年5月）
- Dreams（Tzadik、2002年3月）Otomo Yoshihide's New Jazz Ensemble名義
- Live（DIW、2002年7月）
- ONJQ + OE（DIW、2003年4月）Otomo Yoshihide's New Jazz Quintet & Tatsuya Oe名義
- Tails Out（DIW、2003年11月）
- Otomo Yoshihide's New Jazz Orchestra（doubtmusic、2005年4月）
- Out to Lunch（doubtmusic、2005年12月）
- ONJQ Live in Lisbon（Clean Feed、2006年8月）Mats Gustafsson & ONJQ名義
- ONJO LIVE Vol.1 series circuit（doubtmusic、2007年8月）
- ONJO LIVE Vol.2 parallel circuit（doubtmusic、2007年8月）
- Hat and Beard（FMN Sound Factory、2020年）